# 서한안타민
서한안타민(영어: Seohan Antamin)은 대한민국의 친환경 불연 내·외장 마감재 전문 제조 기업이다. 본사는 인천광역시에 위치해 있다.

## 상세
서한안타민은 1983년 4월 서한상사로 출발하여, 1991년 7월 (주)서한메라민 사명으로 법인 전환하였다. 이후 2003년 현재의 (주)서한안타민으로 상호를 변경하였다.
서한안타민은 난연성과 내구성을 갖춘 인테리어용 건축 내장재 개발에 주력하며, 주요 제품인 "안타민" 시리즈를 통해 국내외 시장에서 활동하고 있다. 메라민 시트와 불연 내장 마감재를 주요 사업 분야로 삼고 있다. 2002년 한국소방산업기술원(KFI)로부터 불연성능에 대한 국내 최다 인증을 획득하였으며, 영국 LLOYD 마크 등 해외 품질 인증을 보유하고 있다.  또한, 실내장식물의 불연 및 준불연 재료에 대한 KFI 인증을 다수 보유하고 있다.

## 사업분야
- 난연성 및 불연성 건축 내장 마감재 제조
- 열경화성 수지 시트 생산
- 친환경 복합 소재 기술 개발

## 제품
- 안타민(Antamin): 난연성과 내마모성을 갖춘 열경화성 수지 기반 건축 내장재.[6]
- 메라민 시트: 인테리어 및 가구 표면 마감용으로 사용되는 고강도 시트.
- PCB용 인쇄회로기판 홀 가공용 시트: 전자 산업에 활용되는 특수 소재.